# Juice WRLD
Juice WRLD (рус. Джус Уорлд; настоящее имя — Джаред Энтони Хиггинс; англ. Jarad Anthony Higgins; 2 декабря 1998, Чикаго, Иллинойс — 8 декабря 2019, Ок-Лон, Иллинойс) — американский рэпер, певец и автор песен. Стал популярен после выпуска синглов «All Girls Are the Same», «Lucid Dreams» и «Armed & Dangerous». Был подписан на лейблы Grade A Productions и Interscope Records.
Juice WRLD являлся частью второй волны SoundCloud-рэпа и за свою карьеру стал одной из ведущих фигур в жанрах эмо-рэпа и клауд-рэпа. Основой его творчества являются мелодичные композиции с меланхоличными текстами, вдохновлённые музыкой других эмо-рэп-артистов, в частности XXXTentacion, который стал одним из первооткрывателей жанра. В текстах Джаред сосредоточился на трудностях, которые переживают многие люди, но о которых боятся говорить вслух. Творчество Juice WRLD также посвящено его борьбе с психическими заболеваниями, в частности с депрессией, а также злоупотреблению наркотическими веществами, которое, в конечном итоге, привело к смерти рэпера от передозировки 8 декабря 2019 года.
Хиггинс начал свою карьеру в 2015 году, выпустив на SoundCloud свою первую песню «Forever». В 2017 году Juice WRLD получил признание благодаря синглу «Lucid Dreams», который занял второе место в чарте Billboard Hot 100. Он вошёл в дебютный студийный альбом Goodbye & Good Riddance (2018), который получил платиновую сертификацию Американской ассоциацией звукозаписывающих компаний (RIAA). После сотрудничества с Фьючером на микстейпе Wrld on Drugs (2018) Juice WRLD выпустил свой второй студийный альбом Death Race for Love (2019), который стал его первой пластинкой, возглавившей Billboard 200.
Первый посмертный альбом Legends Never Die вышел 10 июля 2020 года. Он занял первое место в чарте Billboard 200 и повторил рекорд американского хит-парада Billboard Hot 100 по числу синглов, одновременно находящихся в лучшей десятке; Juice WRLD стал первым среди американцев с таким достижением. Второй посмертный альбом Fighting Demons вышел 10 декабря 2021 года и занял второе место в Billboard 200, получив положительные отзывы от критиков. Третья посмертная полноформатная пластинка The Party Never Ends, ставшая заключительной в его карьере, была выпущена 29 ноября 2024 года.

## Ранняя жизнь
Джаред родился 2 декабря 1998 года в Чикаго, штат Иллинойс, вырос в южном пригороде Чикаго Калумет-Парк. Позже переехал в Хомвуд и учился в местной средней школе. Родители Хиггинса развелись, когда ему было 3 года. Его отец ушёл, оставив матери воспитывать Джареда и старшего сына. Мать Джареда была очень религиозна и консервативна, в связи с чем в детстве она не позволяла сыну слушать хип-хоп и рок. Несмотря на запреты, он интересовался музыкой, включая творчество таких исполнителей как Билли Айдол, Blink-182, Black Sabbath, Fall Out Boy, Megadeth и Panic! at the Disco. В этом ему помогали видеоигры Tony Hawk’s Pro Skater и Guitar Hero, в саундтреке которых содержались многие композиции его любимых артистов и коллективов.
С шестого класса Джаред начал принимать наркотики: лин, перкосет и ксанакс. В результате из-за проблем со здоровьем он был вынужден уйти из школы на последнем году обучения.
В подростковом возрасте Джаред самостоятельно научился играть на фортепиано, позже его мать начала оплачивать ему уроки музыки. В дальнейшем он также освоил гитару и барабаны. В старшей школе Хиггинс увлёкся рэпом, однако первое время не считал это чем-то серьёзным.

## Карьера

### 2015—2017: Начало карьеры
Первой песней Хиггинса стал ремикс на трек Лила Уэйна «I Am Not A Human Being», который он записал в пятом классе. Свои собственные песни Джаред стал сочинять на первом году обучения в старшей школе, записывая их на мобильный телефон. Его первый трек «Forever» был выпущен на платформе SoundCloud в 2015 году под псевдонимом JuicetheKidd, который он выбрал, вдохновляясь фильмом «Авторитет» (англ. Juice) с Тупаком Шакуром в главной роли. Вскоре он поменял своё сценическое имя на Juice WRLD. В интервью радиостанции WHTA Хиггинс рассказал, что последняя часть его псевдонима изначально не имела никакого значения, но позже он стал трактовать её как «захват мира собой». «Too Much Cash», первая спродюсированная Ником Мирой песня Джареда, была выпущена в 2017 году.
Хиггинс выпустил свой дебютный полноформатный мини-альбом 9 9 9 15 июня 2017 года. В пластинку вошла песня «Lucid Dreams», ставшая для него прорывной: вскоре после публикации на него обратили внимание такие исполнители, как Waka Flocka Flame и Southside, а также чикагские рэперы G Herbo и Lil Bibby. В итоге Juice WRLD подписал контракт с звукозаписывающим лейблом Grade A Productions, находящемся во владении Lil Bibby.

### 2017—2018: Goodbye & Good Riddance and WRLD Domination Tour
22 декабря 2017 вышел мини-альбом Nothigs Different, состоящий из трёх песен. Входящий в пластинку трек «All Girls Are the Same» обрёл популярность. О Хиггинсе начали писать в блоге Lyrical Lemonade, посвящённом хип-хоп-музыке, а в феврале 2018 года его создатель Коул Беннетт загрузил на YouTube клип на «All Girls Are the Same». После выпуска музыкального видео лейбл Interscope Records подписал с Джаредом контракт на 3 миллиона долларов.
4 мая 2018 года трек «Lucid Dreams» был официально выпущен в качестве сингла, в тот же день состоялся выход видеоклипа на песню, также снятого Коулом Беннеттом. Композиция достигла второго места в чарте Billboard Hot 100 и быстро стала одной из самых прослушиваемых песен 2018 года. 22 мая вышел сингл «Lean wit Me», а на следующий день, 23 мая, был выпущен дебютный студийный альбом Goodbye & Good Riddance. Он получил положительные оценки от критиков и дебютировал под номером 15 в чарте Billboard 200.
18 июня 2018 года во время попытки ограбления был убит американский рэпер XXXTentacion. Незадолго до этого Хиггинс и Онфрой созванивались друг с другом и договаривались о встрече. Через день после случившегося, 19 июня, Джаред выпустил мини-альбом Too Soon.. в память о XXXTentacion и Lil Peep, умершем от передозировки фентанила и ксанакса в ноябре 2017 года. Обложка пластинки представляет собой скриншот последней переписки Онфроя и Хиггинса. Вошедший в мини-альбом трек «Legends» дебютировал на 65 строчке чарта Billboard Hot 100.
10 июля вышла песня «Wasted» при участии Lil Uzi Vert. Трек также вошел в переиздание Goodbye & Good Riddance, вышедшее тем же днём. «Wasted» дебютировала под номером 68 в Billboard Hot 100. 20 июля Джаред анонсировал свой первый тур WRLD Domination при участии рэперов Cordae и Lil Mosey. 25 июля после серии утечек продюсер Danny Wolf опубликовал на SoundCloud официальную версию песни «Motions» с вокалом от Juice WRLD.

### 2018—2019: Wrld on Drugs and Death Race for Love
Juice WRLD и Sheck Wes участвовали на песне Трэвиса Скотта «No Bystanders» из альбома Astroworld. Трек занял 31-е место в чарте Billboard Hot 100. Хиггинс дебютировал на телевидении, исполнив «Lucid Dreams» на шоу «Джимми Киммел в прямом эфире» 8 августа 2018 года. 15 октября вышли песни «Armed and Dangerous» и «Fine China». Первый трек вошёл в переиздание дебютного студийного альбома Goodbye & Good Riddance, а второй — в совместный с Фьючером микстейп Wrld on Drugs. Пластинка была выпущена 19 октября. 14 декабря вышел саундтрек к мультфильму «Человек-паук: Через вселенные», куда вошла песня Джареда «Hide» при участии Seezyn.
30 ноября американский рэпер Ski Mask the Slump God выпустил дебютный студийный альбом Stokeley, в который вошёл трек «Nuketown» при участии Juice WRLD. Оба исполнителя использовали вокальный приём скриминг, ранее нехарактерный для музыки Джареда. Рэперы познакомились в начале 2018 года и были близкими друзьями. В декабре того же года в интервью журналу XXL Ski Mask the Slump God анонсировал совместный микстейп с Juice WRLD под названием Evil Twins, однако он так и не вышел. Музыканты также объявили о предстоящем в 2019 году совместном туре с 30 концертами по Северной Америке.
Второй студийный альбом Хиггинса Death Race for Love был выпущен 8 марта 2019 года. Ему предшествовали синглы «Robbery» и «Hear Me Calling». Пластинка возглавила чарт Billboard 200 и получила положительные отзывы. В поддержку альбома Джаред отправился в тур The Nicki Wrld Tour вместе с американской певицей и хип-хоп-исполнительницей Ники Минаж. 9 апреля Хиггинс выпустил видеоклип на песню «Fast» из Death Race for Love. 21 июня 2019 года вышел сингл «All Night» совместно с RM и Suga из BTS, который позднее вошёл в саундтрек к мобильной игре BTS World. 26 июня состоялся выпуск совместной с британской певицей Элли Голдинг песни «Hate Me». 7 июля эксклюзивно для SoundCloud вышел трек «Run», сэмплирующий исполнительницу Shiloh Dynasty, известную благодаря участию в дебютном студийном альбоме XXXTentacion 17. 30 августа вышел сингл «Graduation» совместно с Бенни Бланко.
4 октября был опубликован трек «Bandit», записанный совместно с YoungBoy Never Broke Again и занявший десятую строчку в Billboard Hot 100. Песня стала последней композицией, выпущенной Хиггинсом перед его смертью в декабре того же года. 25 октября был выпущен видеоклип на песню «Nuketown», вышедшую годом раннее. За несколько часов до смерти Juice WRLD, 8 декабря 2019 года, лейбл Interscope Records перевыпустил песню «Let Me Know (I Wonder Why Freestyle)» из мини-альбома 9 9 9.

### 2020-наст. время: посмертный материал
Первым посмертным материалом Джареда, выпущенным официально, является гостевое участие на песне Эминема «Godzilla» из альбома Music to Be Murdered By. 22 января в Instagram-аккаунте Хиггинса появилось сообщение, где члены его семьи и команда Grade A Productions поблагодарили фанатов за преданность к исполнителю и подтвердили выпуск посмертного материала.
Хиггинс участвовал на заглавном треке четвёртого студийного альбома G Herbo, PTSD, выпущенного 28 февраля 2020 года. На нём также присутствуют вокальные партии Lil Uzi Vert и Chance the Rapper. 13 марта был выпущен ремикс на сингл «Suicidal» из дебютного студийного альбома YNW Melly Melly vs. Melvin. Он включал в себя другой куплет и концовку, которые записал Juice WRLD. Песня вновь попала в чарт Billboard Hot 100 и достигла пиковой позиции под номером 20. 17 апреля был выпущен сингл «No Me Ame» совместно с ямайским продюсером Rvssian и пуэрто-риканским рэпером Anuel AA.
Сингл «Righteous» вышел в полночь 24 апреля 2020 года вместе с музыкальным видео, содержащим архивные кадры с участием Хиггинса. Джаред записал эту песню в своей домашней студии в Лос-Анджелесе. 4 мая невеста Juice WRLD Ally Lotti в твиттере заявила, что первый посмертный альбом рэпера будет называться The Outsiders. Она отметила, что упорно работает над тем, чтобы пластинка «получилась именно такой, какой её хотел бы видеть Джаред». 29 мая вышла песня «Tell Me U Luv Me» при участии Trippie Redd.
12 июня 2020 года вышел сингл «Go» совместно с The Kid Laroi. 10 июля был выпущен первый посмертный альбом Juice WRLD Legends Never Die. В записи пластинки приняли участие Trippie Redd, Polo G, The Kid Laroi, Marshmello, а также американская певица Холзи. 25 июля Juice WRLD повторил рекорд по числу синглов одновременно находящихся в первой десятке американского хит-парада Billboard Hot 100: сразу пять хитов рэпера попали в десятку Billboard Hot 100: «Come & Go» (№ 2; при участии Marshmello), «Wishing Well» (№ 5), «Conversations» (№ 7), «Life’s a Mess» (№ 9; при участии Холзи) и «Hate the Other Side» (№ 10; при участии Marshmello, Polo G и The Kid Laroi). Впервые такое достижение получила в 1964 году британская группа The Beatles, которая дважды имела по пять треков в десятке. Вторым в 2018 году стал канадский певец Дрейк, который поставил свой абсолютный рекорд сразу с семью синглами. К тому же, Juice WRLD стал первым среди всех музыкантов США с таким достижением. 6 августа вышел сингл «Smile» совместно с The Weeknd. Вместе с треком была выпущена обновлённая версия Legends Never Die, в которую он и вошёл.
23 октября 2020 года Lil Bibby подтвердил, что второй посмертный альбом находится в разработке. 2 декабря, когда Хиггинсу исполнилось бы двадцать два года, Бенни Бланко выпустил совместный сингл «Real Shit». Шесть дней спустя, 8 декабря, в годовщину смерти исполнителя, вышел трек «Reminds Me of You» при участии The Kid Laroi. В 2020 году Хиггинс стал четвёртым исполнителем в мире по популярности на сервисе Spotify.
15 января 2021 года вышел трек «Bad Boy» при участии Янг Тага. Выпуск сопровождался музыкальным видео, ставшим последней его совместной работой с Коулом Беннеттом. 5 марта была выпущена песня «Life’s a Mess II» при участии Clever и Post Malone, альтернативная версия трека «Life’s a Mess» из Legends Never Die. 28 мая дебютный студийный альбом Хиггинса Goodbye & Good Riddance был переиздан в ознаменование его третьей годовщины. Новая версия включает в себя две новые песни, одна из которых называется «734», а другая представляет собой ремикс на трек «Lucid Dreams» при участии Lil Uzi Vert.
После переиздания Goodbye & Good Riddance менеджеры Хиггинса анонсировали новый посмертный альбом под названием The Party Never Ends. 11 июня 2021 года вышел альбом Culture III группы Migos, на который попала песня «Antisocial» с гостевым участием Джареда; в тот же день состоялся выход песни Maroon 5 «Can’t Leave You Alone» при участии Хиггинса.
20 августа была выпущена песня «Matt Hardy 999» из альбома Trippie Redd Trip at Knight, содержащая вокальную партию Juice WRLD, а 15 октября в альбоме Янг Тага Punk вышла песня «Rich Nigga Shit», на котором также прозвучал куплет, исполненный Хиггинсом. 11 ноября команда Джареда объявила о том, что его второй посмертный альбом и документальный фильм про исполнителя выйдут 10 и 16 декабря соответственно.
12 ноября 2021 года был выпущен ведущий сингл из предстоящего альбома «Already Dead», трек записан в марте 2018 года. 3 декабря вышла песня «Wandered to LA» при участии Джастина Бибера. Четвёртый студийный и второй посмертный альбом Fighting Demons был выпущен 10 декабря 2021 года. Гостями на нём стали Джастин Бибер, Polo G, Trippie Redd и K-pop исполнитель Suga из BTS. 17 декабря на HBO Max был выпущен документальный фильм «Juice WRLD: В бездну», рассказывающий про борьбу с психическими заболеваниями и злоупотребление психоактивными веществами Хиггинса.
В начале 2022 года расширенная версия «Go Hard» под названием «Go Hard 2.0» была добавлена в трек-лист Fighting Demons в дополнение к двум ранее не издававшимся песням, «Cigarettes» и «Sometimes». 25 января вышла бонусная версия второго студийного альбома Death Race for Love с песней «Bandit» при участии YoungBoy Never Broke Again. 26 августа в альбоме DJ Khaled God Did вышла песня «Juice Wrld Did» с гостевым участием рэпера. В интервью Jay-Z Khaled рассказал, что решил добавить эту песню в свой альбом как дань уважения исполнителю. 14 октября вместе с видеоклипом был выпущен сингл «Bye Bye» совместно с Marshmello. 28 октября в преддверии выпуска новой песни на Spotify был выпущен 30-секундный отрывок «Rush Hour», сам трек вышел в тот же день под названием «In My Head». 15 декабря 2022 года был выпущен сингл «Face 2 Face», который сопровождался музыкальным видео, снятым Стивом Кэнноном, в нём показана история женщины, страдающей от сонных параличей.
23 марта 2023 года вышел сингл «The Light». Песня вошла в саундтрек бейсбольного симулятора MLB The Show 23.
В ноябре 2024 года была анонсирована коллаборация с Fortnite. 30 ноября на мероприятии Ремикс: Финал была представлена песня Empty Out Your Pockets.

## Музыкальный стиль, влияние и образ
Хиггинс заявлял, что на его музыку повлияли хип-хоп, рок, панк-музыка и R&B. Среди музыкантов наибольшее влияние на него оказали рэперы Трэвис Скотт, Chief Keef, Канье Уэст и британский рок-певец Билли Айдол. Рецензент Billboard Майкл Сапонара заявил: «Если бы Уэст и его музыка были деревом, на нём бы выросла ещё одна ветвь в лице уроженца Чикаго Juice WRLD». Музыка Хиггинса вдохновлена четвёртым студийным альбомом Канье Уэста 808s & Heartbreak (2008). Джаред отдельно выделял песню «Street Lights» с этой пластинки. Среди повлиявших на него исполнителей рэпер отмечал Wu-Tang Clan, Quietdrive, Fall Out Boy, Black Sabbath, The Starting Line, The Cranberries, The City Drive, Тупака Шакура, Эминема, XXXTentacion, Кида Кади, Escape the Fate, Panic! at the Disco и Killswitch Engage.
Музыка Juice WRLD относится к эмо- и клауд-рэпу, наряду с XXXTentacion и Lil Peep Джаред является одной из ключевых фигур этих жанров. Рецензенты отмечали, что творчество Хиггинса смешивает жанры. Оно «сосредоточено на каждом разбитом сердце, каждом раненом чувстве». Зачастую песни Джареда короткие, но имеют «тяжёлые» припевы. Сам Хиггинс считал, что его музыка иногда должна быть мрачной, чтобы отражать, что мир на самом деле не является светлым или счастливым. Издание NME называет рэпера «кодеиновым Кобейном».
Журналист Джон Караманика в статье для газеты The New York Times пишет, что рэпер стал частью второй волны SoundCloud-рэпа и добился самого большого успеха в поп-музыке среди других представителей жанра данного периода времени: «Он был разносторонним, исполнял поп и эмо, но при этом у него была прочная основа в виде хип-хопа». Смерть Juice WRLD он констатирует как «завершение самого многообещающего музыкального движения десятилетия». Караманика также отмечает, что «в голосе Хиггинса была лёгкая сладость, смешанная с оттенком отвращения. Он почти всегда звучал так, будто искал выход», в чём видит влияние XXXTentacion, которого охарактеризовал как «нулевого пациента SoundCloud-эпохи».
Хиггинс являлся одним из немногих SoundCloud-исполнителей, которые сочиняли «душераздирающие баллады» и при этом могли исполнять фристайлы поверх классических хип-хоп-инструменталов. Так, рецензент журнала Complex отметил, что хотя его песни не всегда отличаются очень техничным исполнением или игрой слов, Juice WRLD исполнял запоминающиеся строчки. Хиггинс заявлял, что «Lucid Dreams» была единственной песней из Goodbye & Good Riddance, текст для который он написал, а весь остальной материал был фристайлом. Вместо того, чтобы записывать текст, Джаред за несколько минут сочинял целые песни путём импровизированного рифмования. Обычно Juice WRLD придумывал идею трека после того, как он слышал инструментальную часть будущей композиции, однако иногда он сочинял треки вне студии, поэтому делал голосовые заметки на диктофон, боясь, что не сможет воспроизвести строчки, когда очередь дойдёт до записи.
Его самые успешные синглы представляют собой мелодичные эмо-композиции, сайт Genius называет рэпера «эмо-рэп-иконой». В песнях Juice WRLD есть мелодичные такты, дополняющие меланхоличные тексты. Хиггинс утверждал, что пел о вещах, которые волнуют людей, но о которых все боятся говорить вслух, например, о том, что они уязвимы и обижены. Хотя его музыкальный подход не был полностью новаторским, он создавал ощущение близости к подросткам поколения Z. Хиггинс утверждал, что писал тексты только из личного опыта и находил силу в своей боли и уязвимости. Хотя лирическое содержание его песен часто сосредоточено на душевной боли и страданиях, иногда встречаются более хвастливые строчки.
Рэпер часто использовал в своём творчестве цифру 999. Он стал использовать её, так как это инверсия 666, также известного как «число зверя», библейского термина, обозначающего Сатану. Juice WRLD сказал: «999 означает, что нужно взять любую болезнь, любую плохую ситуацию, любую борьбу, через которую вы проходите, и превратить это во что-то позитивное, чтобы продвинуться вперёд».

## Личная жизнь
Хиггинс открыто заявлял о своём злоупотреблении наркотиками. Его мать утверждала, что он также боролся с тревогой и депрессией вдобавок к наркозависимости. До своей смерти Хиггинс жил в Лос-Анджелесе со своей девушкой Алексией, более известной как Ally Lotti, отношения начались в ноябре 2018 года. Американский рэпер Young Dolph приходился Juice WRLD троюрдным братом, о своём родстве с Джаредом Адольф узнал в 2017 году от своей бабушки, однако исполнители ни разу не виделись.
Из-за религиозности и консервативности матери Джареда, Кармеллы Уоллес, она плохо относилась к музыкальной карьере сына. В частности ей не нравилось частое использование цифры 999, которое напоминало ей число зверя. Позже Уоллес поменяла свои взгляды, а после смерти Хиггинса заявила: «После его ухода я просто получила осознание того, что он изменил жизнь слушателей. Он был особенным».

### Судебные иски
В октябре 2019 года участники поп-панк-группы Yellowcard подали в суд на Juice WRLD, утверждая, что «Lucid Dreams» копировала мелодию их песни «Holly Wood Died». Выражая соболезнования по поводу внезапной смерти рэпера 8 декабря 2019 года, группа заявила, что дело будет продолжено, несмотря на «невероятно смешанные эмоции» со стороны её участников. После того, как мать Juice WRLD стала представителем его имущества, Yellowcard отозвала иск 27 июля 2020 года. Адвокат группы Ричард С. Буш заявил, что группа «очень сочувствует смерти Juice WRLD и они не хотят вести дело против его скорбящей матери», он также отметил, что дело может быть возбуждено повторно, если участники Yellowcard передумают.

## Смерть
8 декабря 2019 года Хиггинс находился на борту частного самолёта Gulfstream, летевшего из аэропорта Ван-Найс в Лос-Анджелесе в аэропорт Мидуэй в Чикаго, где сотрудники правоохранительных органов ждали прибытия самолёта, поскольку пилот уведомил их во время полёта, что в самолёте перевозят оружие и наркотики. Пока полиция была на борту самолёта, обыскивая багаж, Хиггинс проглотил несколько таблеток перкосета. По данным правоохранительных органов, несколько членов команды менеджмента рэпера на борту рейса засвидетельствовали, что Хиггинс принял «несколько неизвестных таблеток». У Джареда начались судороги, пошла кровь изо рта, после чего были назначены две дозы экстренного препарата «наркан», так как подозревалась передозировка опиоидов. Хиггинс был доставлен в ближайший медицинский центр Advocate Christ в Ок-Лоне, где он умер в возрасте 21 года. Как впоследствии было установлено судмедэкспертами, передозировка стала причиной смерти музыканта. Полиция обнаружила на борту самолёта три пистолета и 32 кг марихуаны. Официальной причиной смерти была названа передозировка оксикодоном и кодеином.
Смерть наступила спустя 6 дней после дня рождения. Рэпер заявлял, что собирался праздновать его всю неделю.
Похороны Хиггинса состоялись 13 декабря 2019 года в Соборной церкви Святого Храма Бога во Христе в Харви, штат Иллинойс. Присутствовали друзья и семья Juice WRLD, в том числе рэперы Ski Mask the Slump God и Янг Таг.

### Реакция
Рэпер Boosie Badazz предположил, что пилот самолёта несёт полную ответственность за смерть Хиггинса, назвав его стукачом. Джаред попал под подозрение федеральных властей после инцидента, произошедшего в ноябре 2019 года перед его отлётом в Австралию, что повлекло за собой обыск самолёта. Boosie Badazz дал интервью, в котором угрожал пилоту расправой, а затем успокоился и поведал об опасностях, с которыми молодые исполнители внезапно сталкиваются, зарабатывая большие деньги.
Рэпер Ski Mask the Slump God написал в Твиттере: «Они продолжают забирать у меня моих братьев», имея в виду своего другого друга и давнего соавтора XXXTentacion, который был застрелен в июне 2018 года. Lil Yachty, Lil Uzi Vert, The Weeknd, Дрейк и другие также выразили свои соболезнования.
В своей песне «Legends», посвящённой умершим рэперам XXXTentacion и Lil Peep, Хиггинс поёт: «Что такое клуб 27? Мы не доживём до 21» (англ. What's the 27 Club? / We ain't making it past 21). Поклонники и средства массовой информации отметили, что Juice WRLD предсказал свою смерть, поскольку он скончался всего через несколько дней после своего двадцать первого дня рождения.

### Память
Мать Хиггинса выразила надежду, что наследие её сына поможет другим побороть зависимость, сказав, что она «не знает границ, и её влияние выходит за рамки человека, борющегося с ней… Мы знаем, что наследие любви, радости и эмоциональной честности Джарада будет жить дальше». Позже она учредила фонд Live Free 999 в честь Хиггинса. Основной его целью является поддержка программ, ориентированных на молодежь и малообеспеченные слои населения. Сосредоточив внимание на наркотической зависимости и депрессии, организация надеется нормализовать разговор о проблемах психического здоровья, с которыми столкнулся Хиггинс, и предоставить людям возможность справиться с этими проблемами. Менджмент и звукозаписывающий лейбл Juice WRLD взяли на себя обязательство поддерживать организацию.
Каждое 8 декабря, начиная с 2021 года, в честь Хиггинса проводят мероприятие Juice WRLD Day (англ. День Juice WRLD).
2 декабря 2022 года мать Juice WRLD объявила о начале строительства пивоварни и ресторана под названием Homewood Brewing Company в Хомвуде, где рэпер учился в средней школе. Уоллес сказала, что хочет, чтобы это заведение стало тем местом, где можно было бы собраться, вспомнить и отпраздновать жизнь её сына. Открытие произойдёт 8 декабря 2024 года.

## Дискография

### Студийные альбомы
- Goodbye & Good Riddance (2018)
- Death Race for Love (2019)
- Legends Never Die (2020)
- Fighting Demons (2021)
- The Party Never Ends (2024)

## Фильмография
| Год  | Название               | Роль                         | Примечания |
| ---- | ---------------------- | ---------------------------- | ---------- |
| 2021 | «Juice WRLD: В бездну» | Самого себя (архивные кадры) | [ 147 ]    |

## Концертные туры
- WRLD Domination Tour при поддержке Cordae и Lil Mosey (2018)[148]
- The Nicki Wrld Tour совместно с Ники Минаж (2019)[149]
- The Death Race for Love Tour совместно с Ski Mask the Slump God и поддержке Lyrical Lemonade (2019)[150]

## Награды и номинации
| Год  | Церемония                | Кандидат/работа                   | Номинация                                  | Результат | Источник                |
| ---- | ------------------------ | --------------------------------- | ------------------------------------------ | --------- | ----------------------- |
| 2018 | MTV Video Music Awards   | «Lucid Dreams»                    | Песня лета                                 | Номинация | [ 151 ]                 |
| 2018 | BET Hip-Hop Awards       | Juice WRLD                        | Лучший новый хип-хоп-исполнитель           | Номинация | [ 152 ]                 |
| 2019 | BET Awards               | Juice WRLD                        | Лучший новый артист                        | Номинация | [ 153 ]                 |
| 2019 | Billboard Music Awards   | Juice WRLD                        | Лучший новый артист                        | Победа    | [ 154 ] [ 155 ] [ 156 ] |
| 2019 | Billboard Music Awards   | Juice WRLD                        | Лучший новый артист                        | Победа    | [ 154 ] [ 155 ] [ 156 ] |
| 2019 | Billboard Music Awards   | Juice WRLD                        | Лучший рэп-артист                          | Номинация | [ 154 ] [ 155 ] [ 156 ] |
| 2019 | Billboard Music Awards   | «Lucid Dreams»                    | Лучшая песня в Hot 100                     | Номинация | [ 154 ] [ 155 ] [ 156 ] |
| 2019 | Billboard Music Awards   | «Lucid Dreams»                    | Лучшая стриминговая песня (аудио)          | Номинация | [ 154 ] [ 155 ] [ 156 ] |
| 2019 | Billboard Music Awards   | «Lucid Dreams»                    | Лучшая стриминговая песня (видео)          | Номинация | [ 154 ] [ 155 ] [ 156 ] |
| 2019 | Billboard Music Awards   | «Lucid Dreams»                    | Лучшая рэп-песня                           | Номинация | [ 154 ] [ 155 ] [ 156 ] |
| 2020 | Billboard Music Awards   | Death Race for Love               | Лучший рэп-альбом                          | Номинация | [ 157 ]                 |
| 2020 | Billboard Music Awards   | Juice WRLD                        | Лучший рэп-артист                          | Номинация | [ 157 ]                 |
| 2020 | American Music Awards    | Juice WRLD                        | Любимый артист-мужчина — хип-хоп           | Победа    | [ 158 ]                 |
| 2020 | iHeartRadio Music Awards | Death Race for Love               | Лучший альбом в жанре хип-хоп              | Победа    | [ 159 ]                 |
| 2020 | MTV Video Music Awards   | «Godzilla» (совместно с Эминемом) | Видео года                                 | Номинация | [ 160 ]                 |
| 2020 | MTV Video Music Awards   | «Godzilla» (совместно с Эминемом) | Лучшее музыкальное видео для хип-хоп-песни | Номинация | [ 160 ]                 |
| 2021 | American Music Awards    | Legends Never Die                 | Любимый альбом — хип-хоп                   | Номинация | [ 161 ]                 |
| 2021 | Billboard Music Awards   | Juice WRLD                        | Лучший артист                              | Номинация | [ 162 ]                 |
| 2021 | Billboard Music Awards   | Juice WRLD                        | Лучший артист мужчина                      | Номинация | [ 162 ]                 |
| 2021 | Billboard Music Awards   | Juice WRLD                        | Лучший исполнитель в Billboard 200         | Номинация | [ 162 ]                 |
| 2021 | Billboard Music Awards   | Juice WRLD                        | Лучший рэп-артист                          | Номинация | [ 162 ]                 |
| 2021 | Billboard Music Awards   | Juice WRLD                        | Лучший рэп-артист мужчина                  | Номинация | [ 162 ]                 |
| 2021 | Billboard Music Awards   | Legends Never Die                 | Лучший альбом в Billboard 200              | Номинация | [ 162 ]                 |
| 2021 | Billboard Music Awards   | Legends Never Die                 | Лучший рэп-альбом                          | Номинация | [ 162 ]                 |